# Хејли Окинес
Хејли Окинес (Арингтон, 3. децембар 1997 — Бексхил на мору, 2. април 2015) била је енглеска активисткиња и ауторка која је боловала од прогерије, изузетно ретке болести старења. Била је позната по ширењу свести о прогерији. Иако су њеним родитељима лекари саопштили да неће живети дуже од 13 година, Хејли је надмашила њихова очекивања. Преминула је 2. априла 2015. године у својој 17. години.

## Књиге
У својој 14. години написала је биографију под називом Old Before My Time. Књига бележи њен рани живот и болест са прогеријом. У својој следећој књизи Young At Heart описује свој тинејџерски живот и интересовања, као и борбу са парализом.

## Телевизијска појављивања
Њена болест и животна прича постале су тема неколико документараца. Дискавери Хелт је емитовао специјалну емисију под називом „Екстремно старење: Хејлијина прича”, која се фокусирала на равнотежу болести која је тренутно терминална, али са могућим леком на хоризонту. У Великој Британији, телевизијски документарац под називом „Изузетни животи” такође је говорио о Хејли, њеном стању и њеним могућностима.
Са десет година, била је представљена у епизоди британске серије „Extraordinary People” под називом „Нада за Хејли”. Епизода описује одласке Хејли у Бостон на лечење.
Када је имала 13 година, била је представљена у француској телевизијској емисији под називом „Сви различити” (Tous Différents).
Представљена је у другом делу троделне документарне серије под називом „Make Me Live Forever”, у којој водитељ, Мајкл Мозли, истражује бројне предложене третмане како би људима омогућио да продуже свој животни век. Посебан осврт дат је на улогу теломера у процесу старења.
Такође је представљена у извештају Таре Браун о аустралијској верзији емисије „60 минута”.